# Miss International 2018
Miss International 2018 est la 58e élection de Miss International, qui s'est déroulée à Tokyo, capitale du Japon, le 9 novembre 2018. La gagnante, la vénézuélienne Mariem Velazco, succède ainsi à l'indonésienne Kevin Liliana (en), Miss International 2017 (en),.
Le thème de cette édition est : "Acclamer toute femme".
Traditionnellement organisé au Japon, cette édition du concours Miss International marque un record du nombre de participantes, avec 77 candidates, surpassant le précédent record de 73 concurrentes remontant à 2014.

## Résultat final

### Classement final
| Résultats finaux,       | Candidates |
| ----------------------- | --- |
| Miss International 2018 | - Venezuela – Mariem Velazco |
| 1re dauphine            | - Philippines – Maria Ahtisa Manalo |
| 2e dauphine             | - Afrique du Sud – Reabetswe Sechoaro |
| 3e dauphine             | - Roumanie – Bianca Tirsin |
| 4e dauphine             | - Colombie – Anabella Castro |
| Top 8                   | - Équateur – Michelle Huet - Espagne – Hinano Sugimoto - Japon – Susana Sanchez |
| Top 15                  | - Australie – Emily Tokić - Indonésie – Vania Herlambang - Madagascar – Esmeralda Malleka - Mexique – Nebai Torres - Paraguay – Daisy Lezcano - Thaïlande – Keeratiga Jaruratjamon - Ukraine – Bohdana Tarasyk |

### Les Reines continentales
| Continents | Candidates                            |
| Afrique    | - Afrique du Sud – Reabetswe Sechoaro |
| Amériques  | - Argentine – Rocio Magali Pérez      |
| Asie       | - Singapour – Eileen Feng             |
| Europe     | - Pays-Bas – Zoë Amber Niewold        |
| Océanie    | - Guam – Diliana Tuncap               |

## Prix spéciaux
| Prix                                        | Candidate                           |
| ------------------------------------------- | ----------------------------------- |
| Meilleur Costume National                   | - Équateur – Michelle Huet          |
| Miss Best Dresser                           | - Mexique – Nebai Torres            |
| Miss Perfect Body                           | - Curaçao – Diona Angela            |
| Miss Panasonic Beauty Ambassador            | - Indonésie – Vania Herlambang      |
| Miss Visit Japan Tourism Ambassador         | - Chine – Wang Chaoyuan             |
| Miss Popularity – Missosology Choice Awards | - Philippines – Maria Ahtisa Manalo |

## Candidates
Il y a 77 candidates, soit 8 de plus qu'en 2017 et 2016.
| Pays / Territoire      | Nom                        | Âge    | Taille | Résidence           | Groupe    |
| ---------------------- | -------------------------- | ------ | ------ | ------------------- | --------- |
| Afrique du Sud         | Reabetswe Sechoaro         | 24 ans |        | Pretoria            | Afrique   |
| Allemagne              | Franciska Acs              | 23 ans | 1,72 m | Düsseldorf          | Europe    |
| Argentine              | Rocío Magali Pérez         | 22 ans |        | Buenos Aires        | Amériques |
| Aruba                  | Stephanie Anouk Eman       | 26 ans | 1,73 m | Oranjestad          | Amériques |
| Australie              | Emily Tokić                | 20 ans | 1,73 m | Canberra            | Océanie   |
| Belgique               | Kelly Quanten              | 24 ans |        | Louvain             | Europe    |
| Bolivie                | María Elena Antelo         | 24 ans |        | Beni                | Amériques |
| Brésil                 | Stephanie Pröglhöf         | 24 ans |        | São José dos Campos | Amériques |
| Canada                 | Camila Gonzalez            | 21 ans | 1,75 m | Brampton            | Amériques |
| Chili                  | María Pía Vilches          | 22 ans | 1,77 m | La Ligua            | Amériques |
| Chine                  | Wang Chaoyuan              | 24 ans | 1,76 m | Tianjin             | Asie      |
| Colombie               | Anabella Castro            | 21 ans | 1,77 m | Valledupar          | Amériques |
| Corée du Sud           | Yejin Seo                  | 21 ans |        | Séoul               | Asie      |
| Costa Rica             | Glennys Medina Segura      | 23 ans | 1,73 m | Guanacaste          | Amériques |
| Côte d'Ivoire          | Jemima Gbato               | 21 ans |        | Abidjan             | Afrique   |
| Cuba                   | Jennifer Alvarez Ruiz      | 24 ans |        | La Havane           | Amériques |
| Curaçao                | Diona Angela               | 21 ans | 1,78 m | Willemstad          | Amériques |
| Danemark               | Louise Arild               | 23 ans | 1,78 m | Frederiksberg       | Europe    |
| Égypte                 | Farah Sedky                | 24 ans | 1,83 m | Le Caire            | Afrique   |
| Équateur               | Michelle Huet              | 22 ans | 1,81 m | Guayaquil           | Amériques |
| Espagne                | Susana Sánchez             | 25 ans | 1,69 m | Huelva              | Europe    |
| États-Unis             | Bonnie Walls               | 24 ans | 1,67 m | New York            | Amériques |
| Éthiopie               | Frezewd Solomon            | 21 ans |        | Addis Abeba         | Afrique   |
| Finlande               | Eevi Ihalainen             | 18 ans |        | Lappeenranta        | Europe    |
| France                 | Mélanie Labat              | 23 ans |        | Poussan             | Europe    |
| Ghana                  | Benedicta Nana Adjei       | 22 ans |        | Accra               | Afrique   |
| Guadeloupe             | Sarah Eruam                | 18 ans |        | Le Gosier \|Europe  |           |
| Guam                   | Diliana Tuncap             | 22 ans |        | Hagåtña             | Océanie   |
| Guatemala              | Gabriela Castillo          | 20 ans |        | Guatemala           | Amériques |
| Haïti                  | Cassandra Chéry            | 23 ans | 1,73 m | Port-au-Prince      | Amériques |
| Hawaï                  | Olivia Evelyn Walls        | 21 ans |        | Honolulu            | Océanie   |
| Honduras               | Valeria Cardona            | 20 ans | 1,70 m | Tegucigalpa         | Amériques |
| Hong Kong              | Carmaney Wong              | 24 ans |        | Kowloon             | Asie      |
| Hongrie                | Frida Maczkó               | 22 ans |        | Vác                 | Europe    |
| Îles Cook              | Louisa Purea               | 20 ans | 1,67 m | Avarua              | Océanie   |
| Inde                   | Nishi Bhardwaj             | 23 ans |        | New Delhi           | Asie      |
| Indonésie              | Vania Fitryanti Herlambang | 21 ans | 1,73 m | Tangerang           | Asie      |
| Japon                  | Hinano Sugimoto            | 21 ans |        | Tokyo               | Asie      |
| Kenya                  | Ivy Nyangasi Mido          | 22 ans | 1,70 m | Nairobi             | Afrique   |
| Laos                   | Piyamarth Phounpaseuth     | 24 ans |        | Vientiane           | Asie      |
| Liban                  | Rachel Younan              | 23 ans |        | Beyrouth            | Asie      |
| Macao                  | Cherry Chin                | 24 ans |        | Taipa               | Asie      |
| Madagascar             | Esmeralda Malleka          | 25 ans |        | Vohemar             | Afrique   |
| Malaisie               | Mandy Loo                  | 22 ans |        | Georgetown          | Asie      |
| Mariannes du Nord      | Celine Cabrera             | 23 ans |        | Saipan              | Océanie   |
| Maurice                | Ashna Nookooloo            | 22 ans |        | Curepipe            | Afrique   |
| Mexique                | Nebai Torres               | 25 ans | 1,78 m | Guadalajara         | Amériques |
| Moldavie               | Daniela Marin              | 19 ans | 1,71 m | Leova               | Europe    |
| Mongolie               | Munkhchimeg Batjargal      | 20 ans |        | Oulan Bator         | Asie      |
| Myanmar                | May Yu Khatar              | 19 ans |        | Rangoun             | Asie      |
| Népal                  | Ronali Amatya              | 22 ans | 1,71 m | Kathmandou          | Asie      |
| Nicaragua              | Stefanía Alemán            | 27 ans |        | Masaya              | Amériques |
| Nouvelle-Zélande       | Natasha Kristina Unkovich  | 24 ans |        | Auckland            | Océanie   |
| Panama                 | Shirel Ortiz               | 22 ans |        | Panama              | Amériques |
| Paraguay               | Daisy Diana Lezcano Rojas  | 24 ans | 1,78 m | San Lorenzo         | Amériques |
| Pays-Bas               | Zoë Amber Niewold          | 20 ans |        | Assen               | Europe    |
| Pérou                  | Marelid Elizabeth Medina   | 24 ans |        | Callao              | Amériques |
| Philippines            | Maria Ahtisa Manalo        | 21 ans |        | Candelaria          | Asie      |
| Pologne                | Marta Pałucka              | 26 ans | 1,77 m | Sopot               | Europe    |
| Porto Rico             | Yarelis Salgado            | 24 ans |        | Toa Alta            | Amériques |
| Portugal               | Carina Neto                | 21 ans | 1,70 m | Gondomar            | Europe    |
| République dominicaine | Stéphanie Bustamante       | 25 ans |        | Paterson            | Amériques |
| République tchèque     | Daniela Zálešáková         | 19 ans | 1,75 m | Most                | Europe    |
| Roumanie               | Bianca Tirsin              | 20 ans | 1,80 m | Arad                | Europe    |
| Royaume-Uni            | Sharon Gaffka              | 22 ans |        | Oxford              | Europe    |
| Russie                 | Galina Lukina              | 26 ans |        | Oufa                | Asie      |
| Singapour              | Eileen Feng                | 22 ans |        | Singapour           | Asie      |
| Slovaquie              | Radka Grendová             | 20 ans | 1,80 m | Revúca              | Europe    |
| Sri Lanka              | Natalee Fernando           | 24 ans |        | Colombo             | Asie      |
| Suède                  | Izabell Hahn               | 26 ans |        | Linköping           | Europe    |
| Taïwan                 | Kao Man-jung               | 21 ans |        | Taichung            | Asie      |
| Thaïlande              | Keeratiga Jaruratjamon     | 23 ans |        | Phitsanulok         | Asie      |
| Ukraine                | Bohdana Tarasyk            | 23 ans | 1,72 m | Kryvyi Rih          | Europe    |
| Venezuela              | Mariem Velazco             | 19 ans | 1,78 m | San Tomé            | Amériques |
| Viêt Nam               | Nguyễn Thúc Thùy Tiên      | 20 ans |        | Hô-Chi-Minh-Ville   | Asie      |
| Zimbabwe               | Tania Tatenda Aaron        | 22 ans |        | Harare              | Afrique   |

## Organisation